# Bentley S3
Bentley S3 — автомобиль класса люкс, выпускавшийся  британской компанией Bentley Motors с 1962 по 1965 год.

## Описание

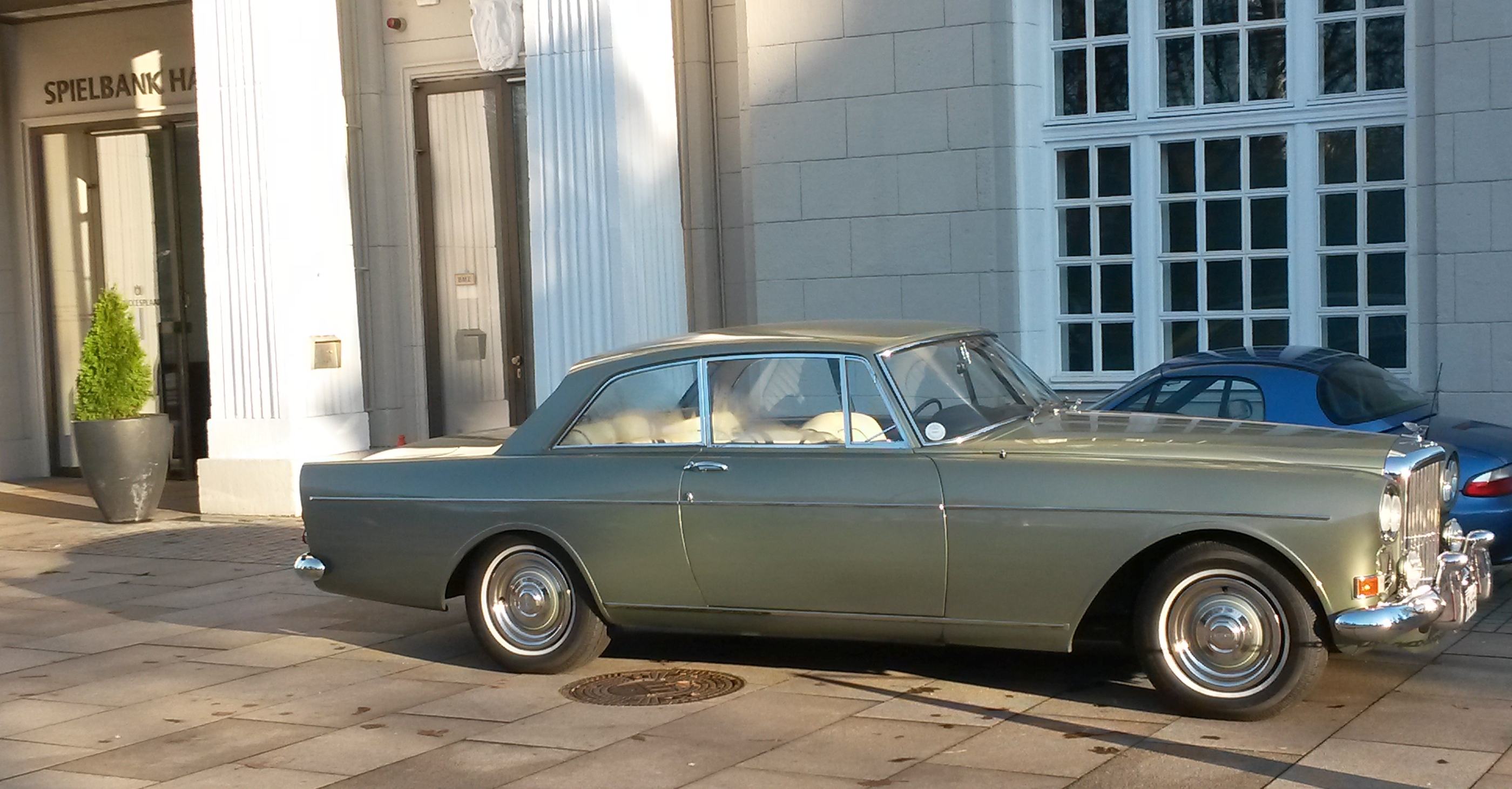
Bentley S3 Continental

Основным отличием этой модели от  предыдущей был обновлённый передок с четырьмя фарами и немного более низким радиатором. За счёт увеличения степени сжатия, возросла мощность двигателя, правда работал теперь он только на высокооктановом бензине. Также, был немного изменён усилитель руля, сделав управление автомобилем легче.
Как и прежде, покупателям предлагались спортивное купе S3 Continental и седан S3 Continental Flying Spur, а также длиннобазная версия (LWB) стандартного седана.
Автомобили серии S были последними, для которых независимые фирмы изготавливали кузов и салон. Начиная со следующей модели, представленной в 1965 году, эта эпоха подошла к концу.